# Масанори Токита
Масанори Токита (јап. 鴇田 正憲; 24. јун 1925 — 5. март 2004) био је јапански фудбалер.

## Каријера
Током каријере је играо за Tanabe Pharmaceutical.

## Репрезентација
За репрезентацију Јапана дебитовао је 1951. године. Учествовао је и на олимпијским играма 1956. За тај тим је одиграо 12 утакмица и постигао 2 гола.

## Статистика
| Јапан  | Јапан   | Јапан  |
| Година | Наступи | Голови |
| ------ | ------- | ------ |
| 1951.  | 3       | 1      |
| 1952.  | 0       | 0      |
| 1953.  | 0       | 0      |
| 1954.  | 3       | 1      |
| 1955.  | 1       | 0      |
| 1956.  | 2       | 0      |
| 1957.  | 0       | 0      |
| 1958.  | 0       | 0      |
| 1959.  | 3       | 0      |
| Укупно | 12      | 2      |